# Разбойник (клипер, 1878)
Разбойник — русский парусно-винтовой клипер (крейсер 2-го ранга) четвёртой серии (типа «Крейсер»). Построен на Невском судостроительном заводе в Санкт-Петербурге строителем П. А. Титовым, наблюдающий за постройкой — корабельный инженер капитан Н. А. Субботин.

## История службы
- 21 октября 1879 — Ушел на Дальний Восток в составе отряда капитана 1-го ранга М. П. Новосильцева.
- 29 августа 1880 — Во Владивостоке присоединился к эскадре С. С. Лесовского.
- Сентябрь 1881 — Вернулся на Балтику, где стал на ремонт для замены котлов.
- 9 апреля 1884 — Прибыл с дипломатической миссией в Гонолулу.
- Конец 1884 — Нес патрульную службу в Чукотском море до мыса Сердце-Камень, конфисковал две американские шхуны с грузом контрабанды.
- Октябрь 1885 — Нес крейсерскую службу в китайских водах.
- 1886 — вернулся на Балтику.
- 10 августа 1887 — Вышел на Дальний Восток, сопровождал императорскую яхту до Копенгагена, посетил Гавр, остров Мадейра, Аргентину и Бразилию, Маркизовы и Сандвичевы острова.

- 1 июня 1888 — Присоединился к русской эскадре в Нагасаки.
- 1888—1889 — Гидрографические работы в Анадырском лимане, в устье реки Анадырь команда заложила пост Ново-Мариинск, а на острове Беринга — четыре астрономических пункта.
- 17 декабря 1889 — Ушел на Балтику через Средиземное море.
- 30 апреля 1890 — Прибыл в Кронштадт.
- 1892 — Переклассифицирован в крейсер 2-го ранга.
- 1 октября 1892 — Ушел на Дальний Восток вокруг мыса Доброй Надежды.
- 19 июня 1893 — Прибыл во Владивосток.
- 1893 — Крейсерская служба у Филиппинских островов, в портах Кореи и Японии.
- 1894 — Крейсерская служба у Командорских островов.
- 1895 — Во время стоянки в Чифу был срублен рангоут на фок- и грот-мачтах, сняты стеньги и оставлено по одной рее, впоследствии мачты оборудовали «сухими» стеньгами.
- 22 июля 1895 — Через Средиземное море направился в Европу.
- Май 1896 — Прибыл в Кронштадт.
- 28 сентября 1898 — Вышел из Кронштадта во Владивосток, посетил Копенгаген, Плимут, острова Зелёного Мыса, Буэнос-Айрес, Вальпараисо, Гонолулу, Иокогаму.
- 1899 — Крейсерская служба у берегов Китая и Кореи.
- 1890 — Совершил плавание к берегам Индокитая с разведывательными и учебными целями.
- 1898—1900 — Брандвахтенная служба в Порт-Артуре.
- Октябрь 1900 — май 1901 — Находился в Талиенване (Дальнем).
- Декабрь 1901 — сентябрь 1902 — Учебное плавание по маршруту Мозампо — Нагасаки — Фучау — Гонконг — Бангкок — Манила — Амой — Талиенван — Порт-Артур.
- Декабрь 1902 — Плавание со строевыми квартирмейстерами к островам Малаккского архипелага.
- 1 января 1903 — Переведён из 18-го флотского экипажа Балтийского флота в Квантунский флотский экипаж.
- 10 декабря 1903 — Последним из русских кораблей посетил Нагасаки перед русско-японской войной.
- 1 января 1904 — Прибыл в Дальний.
- 26 января 1904 — Прибыл в Порт-Артур.
- Февраль-март 1904 — Выполнял функции брандвахтенного судна на входе во внутренний рейд.
- Март 1904 — Разоружён с целью вооружения береговых батарей, переведен в 3-й ранг и оставлен в подчинении начальника порта.
- 19 декабря 1904 — Перед сдачей Порт-Артура затоплен командой на входном фарватере внутреннего рейда.
- 1905 — Поднят японцами и сдан на слом.

В честь клипера «Разбойник» названы: бухта (Японское море, залив Петра Великого; бухта обследована в 1862 году экспедицией В. М. Бабкина), мыс (Берингово море, Анадырский залив; мыс обследован в 1889 году), скала (у острова Итуруп).

## Командный состав

### Командиры
- 20.02.1878—22.05.1879 капитан-лейтенант М. М. Дубровин
- ??.??.1879—??.??.1883 капитан 2-го ранга В. В. Житков 3-й
- 21.02.1883—08.04.1885 капитан-лейтенант (с 26.02.1885 капитан 2-го ранга) Я. А. Гильтебрандт
- ??.04.1885—??.??.188? (и. д.) капитан 2-го ранга П. И. Пущин 3-й[2]
- ??.??.1886—??.??.1890 капитан 2-го ранга П. Н. Вульф
- ??.??.1890—??.??.1893 капитан 2-го ранга П. П. Ухтомский
- 01.01.1894—??.??.18?? капитан 2-го ранга А. Н. Зилов
- ??.??.1895—27.11.1895 капитан 2-го ранга И. К. Григорович
- 27.11.1895—??.??.18?? капитан 2-го ранга И. В. Коссович
- 19.11.1899—??.06.1900 капитан 2-го ранга Л. И. Комаров
- ??.06.1900—19.05.1901 (и. д.) капитан 2-го ранга Соболев
- 19.05.1901—06.10.1901 капитан 1-го ранга Л. И. Комаров
- ??.??.1901—??.??.190? капитан 2-го ранга Кевнарский
- ??.??.1902—29.01.1904 капитан 2-го ранга А. А. Ливен
- 29.01.1904—10.03.1904 подполковник КФШ П. П. Эйхен
- 10.03.1904—17.03.1904 лейтенант Р. К. Бойль 1-й
- 18.03.1904—20.12.1904 капитан 2-го ранга А. П. Киткин

### Старшие офицеры
- 24.04.1882—27.11.1886 лейтенант Н. И. Небогатов
- ??.??.1891—??.??.1895 капитан 2-го ранга Н. К. Рейценштейн